# اندیس کاخ (علی منصور)
کاخ (علی منصور) یک اندیس فلزی است که در حوالی شهر گناباد استان خراسان قرار دارد و مادهٔ معدنی موجود در آن، مس است.  